# Estació de Santa Perpètua de Mogoda Riera de Caldes
Santa Perpètua de Mogoda Riera de Caldes és una estació de ferrocarril propietat d'Adif situada al municipi de Santa Perpètua de Mogoda, a la comarca del Vallès Occidental. Es va inaugurar el 25/06/2022 i es troba a la línia Castellbisbal / el Papiol - Mollet, per on circulen trens de la línia R8 de Rodalies de Catalunya operat per Renfe Operadora, i trens de mercaderies.
Aquesta estació no es va començar a construir fins a la darreria de la dècada del 2000, tot i que la línia de Mollet al Papiol es va construir l'any 1982, com a ferrocarril orbital per evitar que els trens de mercaderies passessin per Barcelona. Part de la línia no va donar servei a trens de passatgers fins a l'any 1995.
Malgrat que aquesta estació fou construïda per a la R8, està sota estudi la duplicació de la línia R3 per aquesta estació, tot substituint l'estació actual. Aquest traçat alternatiu sorgí perquè l'estació actual no disposa de suficient espai per a una segona via, atès que la via és pròxima als edificis propers.

## Serveis ferroviaris
| Rodalia de Barcelona      |                        |               |                     |                                                               |
| Procedència/Destinació    | <                      | Línia         | >                   | Procedència/Destinació                                        |
| Martorell Central         | Cerdanyola Universitat |               | Mollet - Sant Fost  | Granollers Centre                                             |
| Projectat                 |                        |               |                     |                                                               |
| L'Hospitalet de Llobregat | Montcada-Ripollet      |               | Mollet - Santa Rosa | Granollers-Canovelles La Garriga Vic Ripoll / Ribes de Freser |
| Mataró                    | Mollet - Santa Rosa    | Línia Orbital | Santiga             | Vilanova i la Geltrú                                          |